# Соль (приток Лузы)
Соль — река в России, протекает в Прилузском районе Республики Коми. Устье реки находится в 360 км по левому берегу реки Луза. Длина реки составляет 71 км.
Исток реки в таёжном массиве среди холмов Северных Увалов в 31 км к северо-западу от села Объячево. Русло сильно извилистое, река несколько раз меняет генеральное направление течения — от истока течёт на восток, затем поворачивает на юг, юго-восток, и наконец, в нижнем течении — на северо-восток. Всё течение проходит по ненаселённому холмистому таёжному массиву. Впадает в Лузу чуть ниже села Объячево. Ширина в нижнем течении около 15 метров, скорость течения 0,4 м/с.

## Притоки
- 17 км: река Большой Яглель (правый)
- 43 км: река Нон (правый)
- 55 км: река Ваньвож (правый)

## Данные водного реестра
По данным государственного водного реестра России и геоинформационной системы водохозяйственного районирования территории РФ, подготовленной Федеральным агентством водных ресурсов:
- Бассейновый округ — Двинско-Печорский
- Речной бассейн — Северная Двина
- Речной подбассейн — Малая Северная Двина
- Водохозяйственный участок — Юг
- Код водного объекта — 03020100212103000012303